# Macrophoma falconeri
Macrophoma falconeri är en svampart som beskrevs av Henn. 1903. Macrophoma falconeri ingår i släktet Macrophoma och familjen Botryosphaeriaceae.   Inga underarter finns listade i Catalogue of Life.